# 古尔吉特·辛格 (外交官)
古尔吉特·辛格（1957年3月11日—），印度前外交官，曾任印度駐德國大使、印度駐印度尼西亞大使和印度駐埃塞俄比亞大使等職務。

## 经历
古尔吉特·辛格就讀於马约学院，後於加爾各答聖沙勿略學院取得政治學榮譽學士學位，並在賈瓦哈拉爾·尼赫魯大學完成國際研究研究生課程。此外，辛格還曾在印度外贸研究所、印度大衆傳播研究所、印度商学院接受培訓。
1980年，辛格進入印度外事服務部，曾在印度駐東京（兩次）、科倫坡、內羅畢和羅馬使團任職。辛格精通日語，並於1997年出版《鮑魚因素：日印商業關係概覽》（The Abalone Factor - An Overview of India-Japan Business Relations）一書。
2005年被任命爲駐埃塞俄比亞大使時，辛格正擔任印度駐羅馬使團副團長。2005年9月至2009年8月，担任印度驻埃塞俄比亚和吉布提大使和印度駐非洲聯盟代表。2012年4月至2015年12月，擔任印度駐印度尼西亞、東帝汶和東盟大使。2016年1月至2017年，担任印度驻德国大使。
2017年3月，辛格退休。

## 個人生活
已婚，育有兩個子女。興趣愛好包括電影和板球。

## 著作
- （1997年）[13]
- （2009年）[4]
- （編輯，2015年）[14]